# Franck Murgier
 (juin 2025).
Motif : Pas de sources secondaires
- Archive Wikiwix
- Bing
- Cairn
- DuckDuckGo
- E. Universalis
- Gallica
- Google
- G. Books
- G. News
- G. Scholar
- Persée
- Qwant
- (zh) Baidu
- (ru) Yandex
- (wd) trouver des œuvres sur Wikidata

| 1. | Préciser le motif de la pose du bandeau. | Précisez le motif de la pose du bandeau en utilisant la syntaxe suivante : {{admissibilité à vérifier\|date=août 2025\|motif=remplacez ce texte par le motif}}                      |
| 2. | Informer les utilisateurs concernés.     | Pensez à avertir le créateur de l'article, par exemple, en insérant le code ci-dessous sur sa page de discussion : {{subst:avertissement admissibilité à vérifier\|Franck Murgier}} |

Franck Murgier (né le 18 octobre 1967 à Annecy) est un joueur et entraineur français de hockey sur glace.

## Carrière

### En club
Il commence sa carrière en 1988 et joue pour Annecy Hockey en division 2 française jusqu'en 1992 où il rejoint le Hockey Club Morzine-Avoriaz pendant deux ans, avant de rejoindre l'équipe de Mégève Hockey Club entre 1994 et 1997, et retournera jouer pour Annecy Hockey dès 1997 et deviendra de nouveau capitaine de l'équipe en 1999.
Il se retirera de sa carrière de joueur en 2009, tout en continuant à entrainer dans le club.

### Entraîneur
Franck Murgier est entraineur de hockey sur glace depuis 1999. Il entraînera principalement à Annecy de 1999 à 2019, puis au Hockey Club Trois-Chêne en Suisse, de 2020 à 2022 et à Geneve Futur Hockey depuis 2023,.

### International
Entre 2014 et 2019, il sera assistant coach de l'Équipe de France féminine moins de 18 ans de hockey sur glace.

### Palmarès

#### Joueur
- Championnat de France Division 2 : 2005

#### Assistant Coach
- Championnat du monde féminin moins de 18 ans Division 1 : 2015

## Statistiques
Pour les significations des abréviations, voir Statistiques du hockey sur glace.
| Saison              | Équipe                       | Ligue               |      | PJ   | B    | A    | Pts  | Pun |
| 1988-1989           | Chevalier du Lac             | Division 2          | 25   | 22   | 15   | 37   | 49   |     |
| 1989-1990           | Chevalier du Lac             | Division 2          | 26   | 22   | 27   | 49   | 84   |     |
| 1990-1991           | Chevalier du Lac             | Division 2          | 24   | 19   | 14   | 33   | 74   |     |
| 1991-1992           | Chevalier du Lac             | Division 2          | 17   | 17   | 16   | 33   | 26   |     |
| 1992-1993           | Pingouins de Morzine-Avoriaz | Division 1          | 25   | 8    | 8    | 16   | 28   |     |
| 1993-1994           | Pingouins de Morzine-Avoriaz | Division 1          | 26   | 15   | 10   | 25   | 26   |     |
| 1994-1995           | Boucs de Megève              | Division 1          | 26   | 16   | 10   | 26   | 16   |     |
| 1995-1996           | Boucs de Megève              | Division 1          | 27   | 10   | 16   | 26   | 44   |     |
| 1996-1997           | Boucs de Megève              | Ligue Magnus        | 30   | 14   | 10   | 24   | 34   |     |
| 1997-1998           | Chevalier du Lac             | Division 2          | 26   | 40   | 16   | 56   | 36   |     |
| 1998-1999           | Chevalier du Lac             | Division 2          |      | 29   | 17   | 46   |      |     |
| 1999-2000           | Chevalier du Lac             | Division 2          |      |      |      |      |      |     |
| 2000-2001           | Chevalier du Lac             | Division 2          |      |      |      |      |      |     |
| 2001-2002           | Chevalier du Lac             | Division 2          |      |      |      |      |      |     |
| 2002-2003           | Chevalier du Lac             | Division 1          |      |      |      |      |      |     |
| 2003-2004           | Chevalier du Lac             | Division 2          | 22   | 8    | 13   | 21   | 40   |     |
| 2004-2005           | Chevalier du Lac             | Division 2          | 10   | 3    | 7    | 10   | 10   |     |
| 2005-2006           | Chevalier du Lac             | Division 1          | 22   | 4    | 2    | 6    | 41   |     |
| 2006-2007           | Chevalier du Lac             | Division 1          | 27   | 7    | 9    | 16   | 28   |     |
| 2007-2008           | Chevalier du Lac             | Division 1          | 25   | 2    | 4    | 6    | 20   |     |
| 2008-2009           | Chevalier du Lac             | Division 1          | 25   | 2    | 2    | 4    | 0    |     |
| Totaux Ligue Magnus | Totaux Ligue Magnus          | Totaux Ligue Magnus | 30   | 14   | 10   | 24   | 34   |     |
| Totaux Division 1   | Totaux Division 1            | Totaux Division 1   | 205* | 64*  | 61*  | 125* | 203* |     |
| Totaux Division 2   | Totaux Division 2            | Totaux Division 2   | 150* | 160* | 125* | 285* | 319* |     |